# ММР-06М

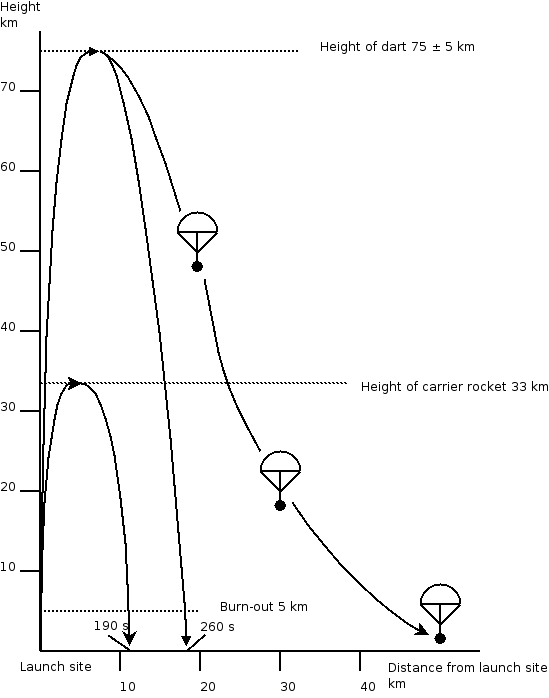
Траектория полёта ММР-06М

ММР- 06М (ММР- 06 Дарт) — советская неуправляемая твердотопливная одноступенчатая метеорологическая ракета. Максимальная высота подъёма — 80 километров.

## История создания
Модернизированная версия ракеты ММР-06. Введена в строй с 1985 г. Разработчики С. А. Беляк, П. Гледе, Г. А. Кокин, И. С. Мошников, А. А. Шидловский.
Была уменьшена площадь падения отработавших двигателей с одновременным увеличением высоты подъёма до 80 км. Головная часть, разработанная в Польше (аналогичная использовалась на ракетах Meteor), выполненная в виде «дротика», отделялась от ракеты и некоторое время продолжала подъём самостоятельно.
Аппаратура этой ракеты состояла из бусинкового термосопротивления для измерения температуры воздуха. Направление и скорость ветра измерялись путём прослеживания дрейфа ракетного зонда на парашюте. Конструкция его была изменена путём введения системы принудительного наполнения, что обеспечивало ввод на высоте 70-75 км (разработчики Е. Ассенг, Г. Гернанд, П. Гледе, К. Дрешер, Р. Штольте, К. Шульц).
В разработке пусковых установок принимал участие Берестов Борис Аркадьевич.

## Технические характеристики
| Полная масса                                                    | 134 ± 5 кг |
| Масса пустой ракеты                                             | 58 кг      |
| Масса топлива                                                   | 78 кг      |
| Калибр                                                          | 200 мм     |
| Длина (полная)                                                  | 4140 мм    |
| Расстояние от дюз до центра тяжести при пуске                   | 1445 мм    |
| Расстояние от дюз до центра тяжести на момент выгорания топлива | 1872 мм    |
| Высота подъёма                                                  | 80 км      |

## Пуски
62 ракеты ММР-06M были запущены с бывшего полигона армии ГДР Цингст для измерения скорости ветра и температуры в верхних слоях атмосферы в период с 1988 по 1992 гг.(см. Von Zingst in die Hochatmosphere).
В 80-е годы сеть ракетного зондирования СССР, стран соцлагеря и Индии включала в себя: о. Хейса, «Волгоград» (г.Знаменск), «Балхаш», «Молодежная» (Антарктида), «Ахтопол» (НРБ), «Цингст»(ГДР), «Сайн-Шанд» (МНР), «Тумба» (Индия). Ракетными комплексами ММР-06 были оснащено также суда погоды Госкомгидромета СССР «Муссон», «Пассат», «Вихрь»(«Эрнст Кренкель») и «Волна». Всего на СРЗА проводилось от 500 до 600 запусков ракет в год. Регулярные пуски производились, летом 1 раз в неделю, а в период сезонных перестроек частота зондирования возрастала.
В связи с распадом социалистического лагеря, а затем и СССР, и резким сокращением финансирования сеть СРЗА была ликвидирована. Сохранилась лишь СРЗА «Волгоград» в г.Знаменске. Благодаря настойчивости ученых ЦАО, особенно проф. Г. А. Кокина, ракетные исследования теперь вновь возобновлены: проведено 50 запусков метеорологических ракет на базе ЦАО в г. Знаменске.
Перечень пусков ММР-06 и ММР-06М приведен на сайте Encyclopedia Astronautica. © Mark Wade, 1997—2008